# Saint Lucia na Mistrzostwach Świata w Lekkoatletyce 2015
Saint Lucia na Mistrzostwach Świata w Lekkoatletyce 2015 – reprezentacja Saint Lucia podczas Mistrzostw Świata w Pekinie liczyła 2 zawodniczki, które nie zdobyły medalu.

## Występy reprezentantów Saint Lucia
| Konkurencja       | Zawodniczka      | Eliminacje | Eliminacje | Finał    | Finał   |
| Konkurencja       | Zawodniczka      | Rezultat   | Pozycja    | Rezultat | Pozycja |
| ----------------- | ---------------- | ---------- | ---------- | -------- | ------- |
| Skok wzwyż kobiet | Jeanelle Scheper | 1,92       | 11. q      | 1,92     | 7.      |
| Skok wzwyż kobiet | Levern Spencer   | 1,92       | 1. q       | 1,88     | 12.     |